# 中京区
中京区（なかぎょうく）は、京都市を構成する11区のうちの1つである。

## 概要
現代でも、京都市役所本庁舎が置かれるなど京都市の行政的な中心でもあり、京都御苑や京都府庁舎などがある上京区や、京都駅や、京都河原町駅、烏丸駅などがある下京区などと共に都心を形成する区である。下京区との区境付近に広がる四条河原町・四条烏丸は京都の中心市街地である。
京都市営地下鉄の烏丸線と東西線の乗換駅である烏丸御池駅周辺などは、オフィス街が形成されている。
また、二条駅もJRと地下鉄の乗換駅であり、立命館大学や佛教大学などの施設が設置され、シネコンが入居するBiVi二条のような商業施設が進出している。
2005年国勢調査における推計人口が1985年以来20年ぶりに10万人の大台を回復した。

## 地理

### 地形

#### 河川
主な川
- 鴨川
- 堀川
- 高瀬川
- 西高瀬川

### 地域
- 区を構成する町 : ※京都市中京区の町名を参照。

### 人口
| 中京区の人口の推移 |           |  |
| \| 1970年（昭和45年） \| 130,482人 \| \| \| 1975年（昭和50年） \| 114,573人 \| \| \| 1980年（昭和55年） \| 105,921人 \| \| \| 1985年（昭和60年） \| 100,015人 \| \| \| 1990年（平成2年） \| 94,676人 \| \| \| 1995年（平成7年） \| 91,062人 \| \| \| 2000年（平成12年） \| 95,038人 \| \| \| 2005年（平成17年） \| 102,129人 \| \| \| 2010年（平成22年） \| 105,306人 \| \| \| 2015年（平成27年） \| 109,341人 \| \| \| 2020年（令和2年） \| 110,488人 \| \| |           |  |
| 総務省統計局 国勢調査より |           |  |
| 1970年（昭和45年） | 130,482人 |  |
| 1975年（昭和50年） | 114,573人 |  |
| 1980年（昭和55年） | 105,921人 |  |
| 1985年（昭和60年） | 100,015人 |  |
| 1990年（平成2年） | 94,676人  |  |
| 1995年（平成7年） | 91,062人  |  |
| 2000年（平成12年） | 95,038人  |  |
| 2005年（平成17年） | 102,129人 |  |
| 2010年（平成22年） | 105,306人 |  |
| 2015年（平成27年） | 109,341人 |  |
| 2020年（令和2年） | 110,488人 |  |

### 隣接行政区
京都府：京都市
- 上京区
- 北区
- 右京区
- 下京区
- 東山区
- 左京区

## 歴史
中京区は、旧上京区の丸太町通以南と、旧下京区の四条通以北が分離、合併して成立したものである。（但し、四条通に面する町は下京区。
現在は四条大宮より西にある、南は五条通・西は西大路通の周辺までの壬生と呼ばれる地域と、北は市立北野中学校まで・西は木辻通までの西ノ京と呼ばれる地域の一部は中京区。）

### 沿革
昭和
- 1929年（昭和4年）4月1日 : 京都市の増区により、旧上京区の南部と旧下京区の北部が中京区となる。

## 政治

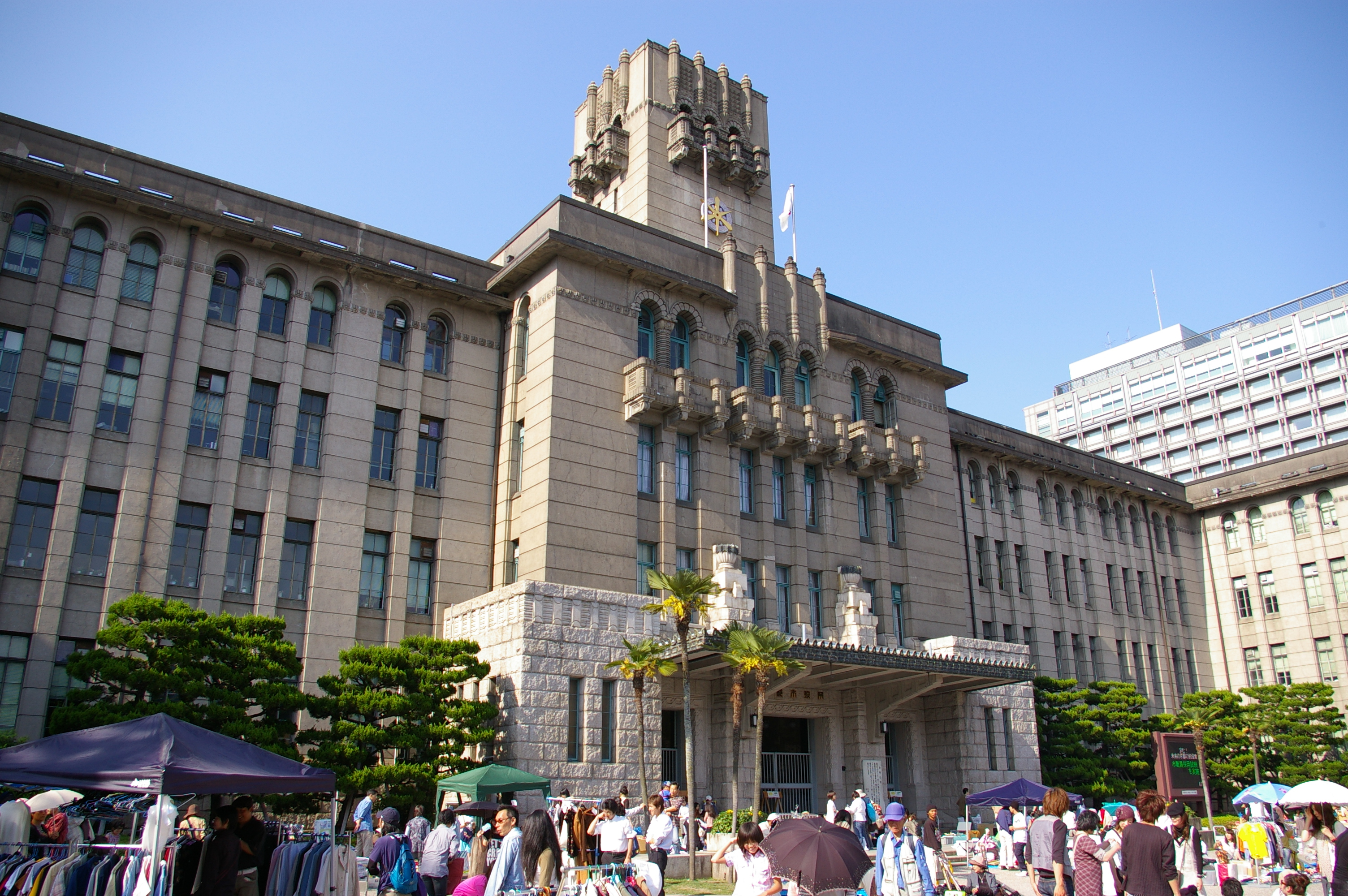
京都市役所

### 行政

#### 役所
市役所
- 京都市役所
  - 京都市教育委員会
  - 京都市中京青少年活動センター

区役所
- 中京区役所
  - 地域力推進室
  - 区民部
  - 保健福祉センター

## 国家機関

### 総務省
- 京都行政監視行政相談センター

### 財務省
国税庁
- 大阪国税局
  - 中京税務署

### 厚生労働省
- 近畿厚生局京都事務所
- 京都労働局
  - 京都上労働基準監督署
  - ハローワーク西陣烏丸御池庁舎

### 国土交通省
- 京都国道事務所 京都第二維持出張所

気象庁
- 京都地方気象台

### 防衛省
- 近畿中部防衛局京都防衛事務所（京都市中京区西ノ京笠殿町38、京都地方合同庁舎内）
- 自衛隊京都地方協力本部（同上）

### 裁判所
- 京都地方裁判所
- 京都簡易裁判所

## 施設

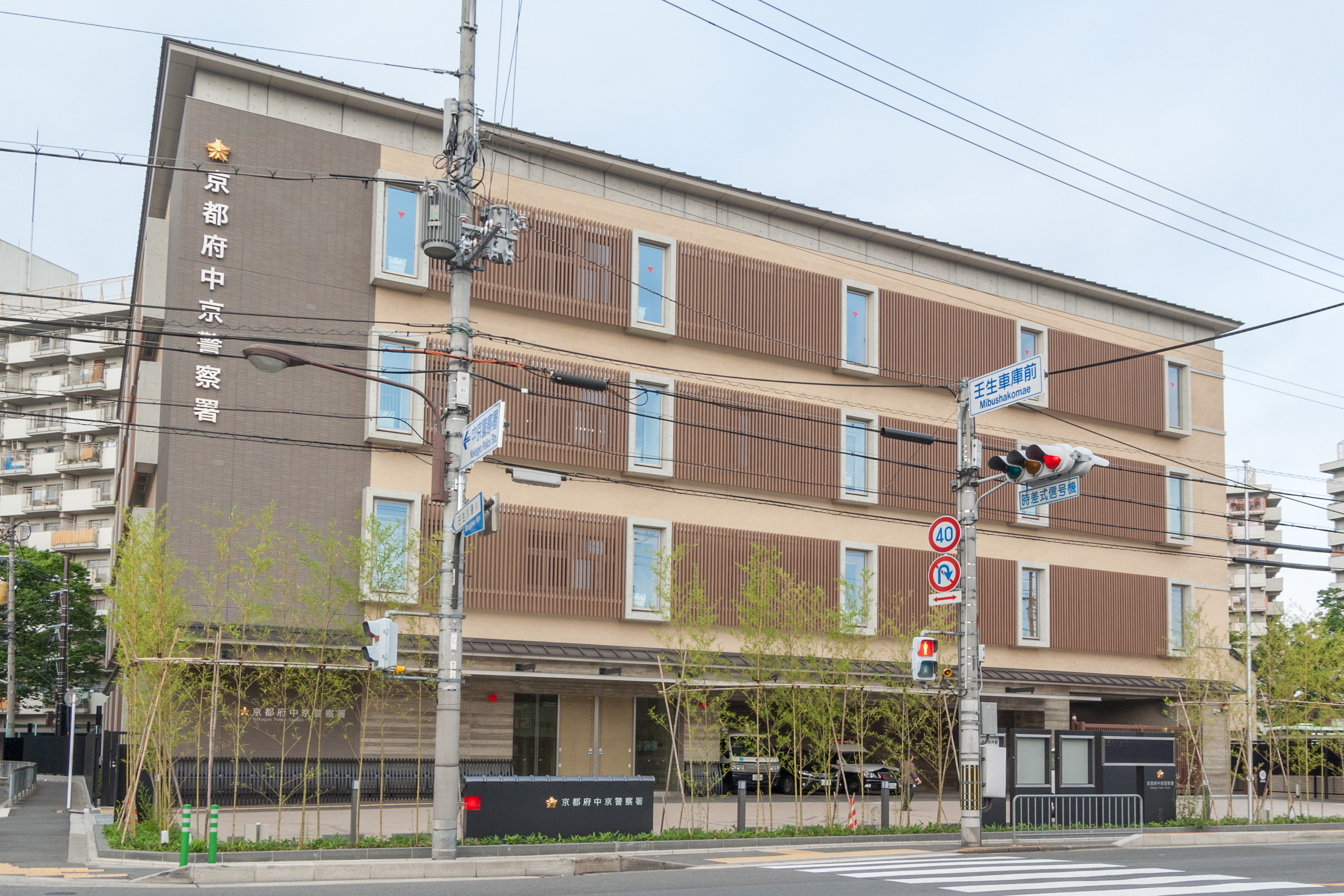
中京警察署

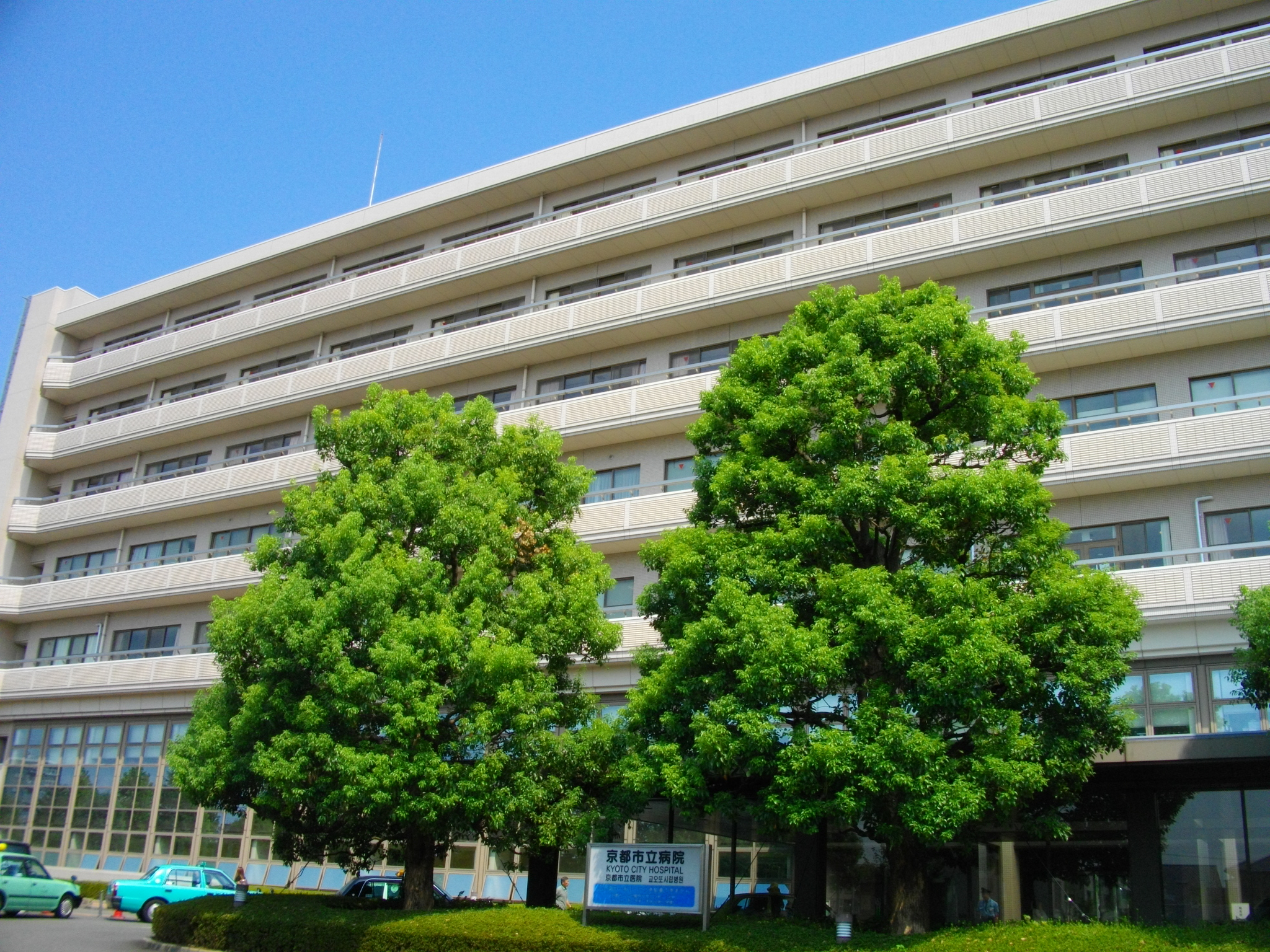
京都市立病院

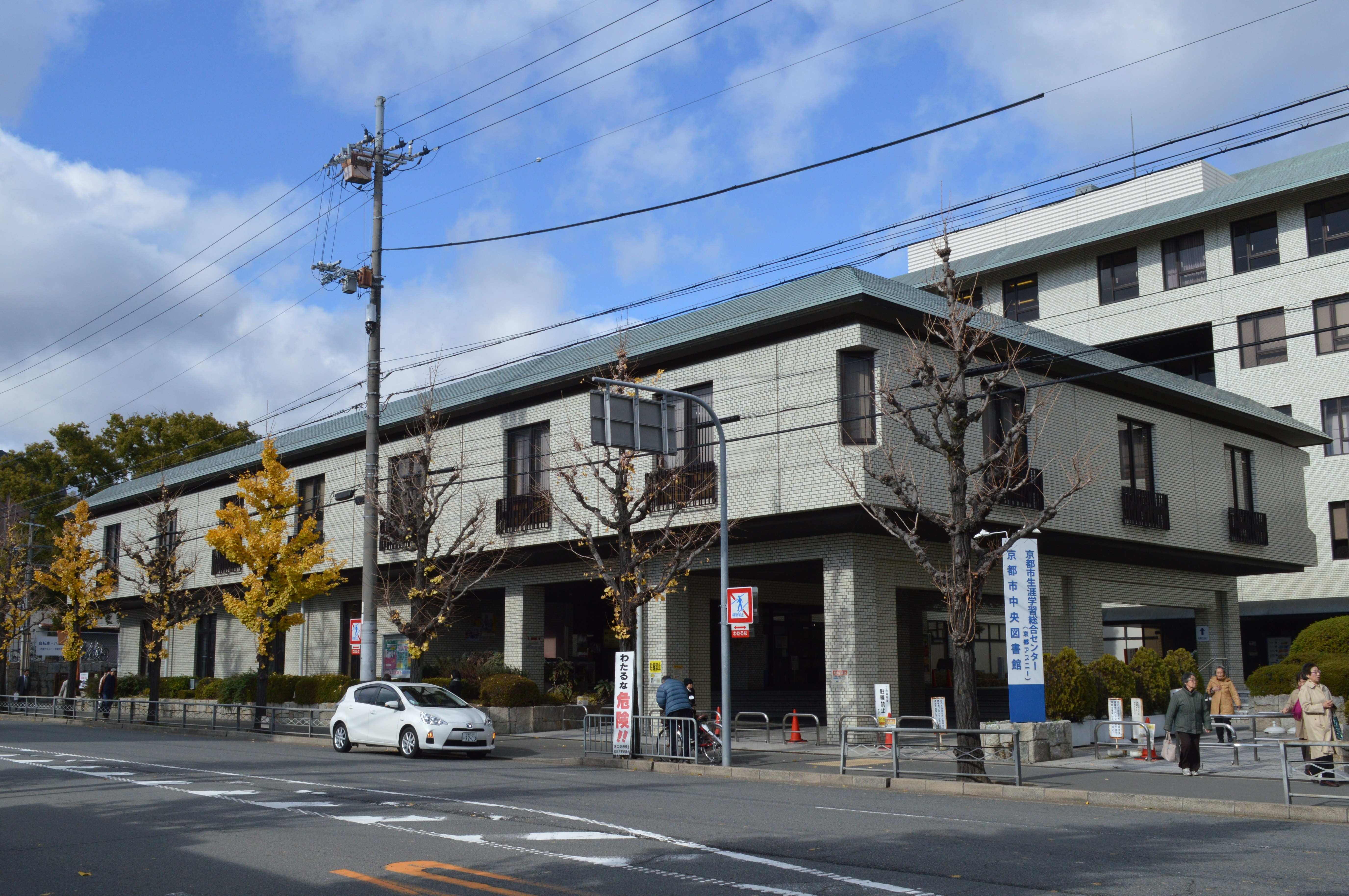
京都市中央図書館

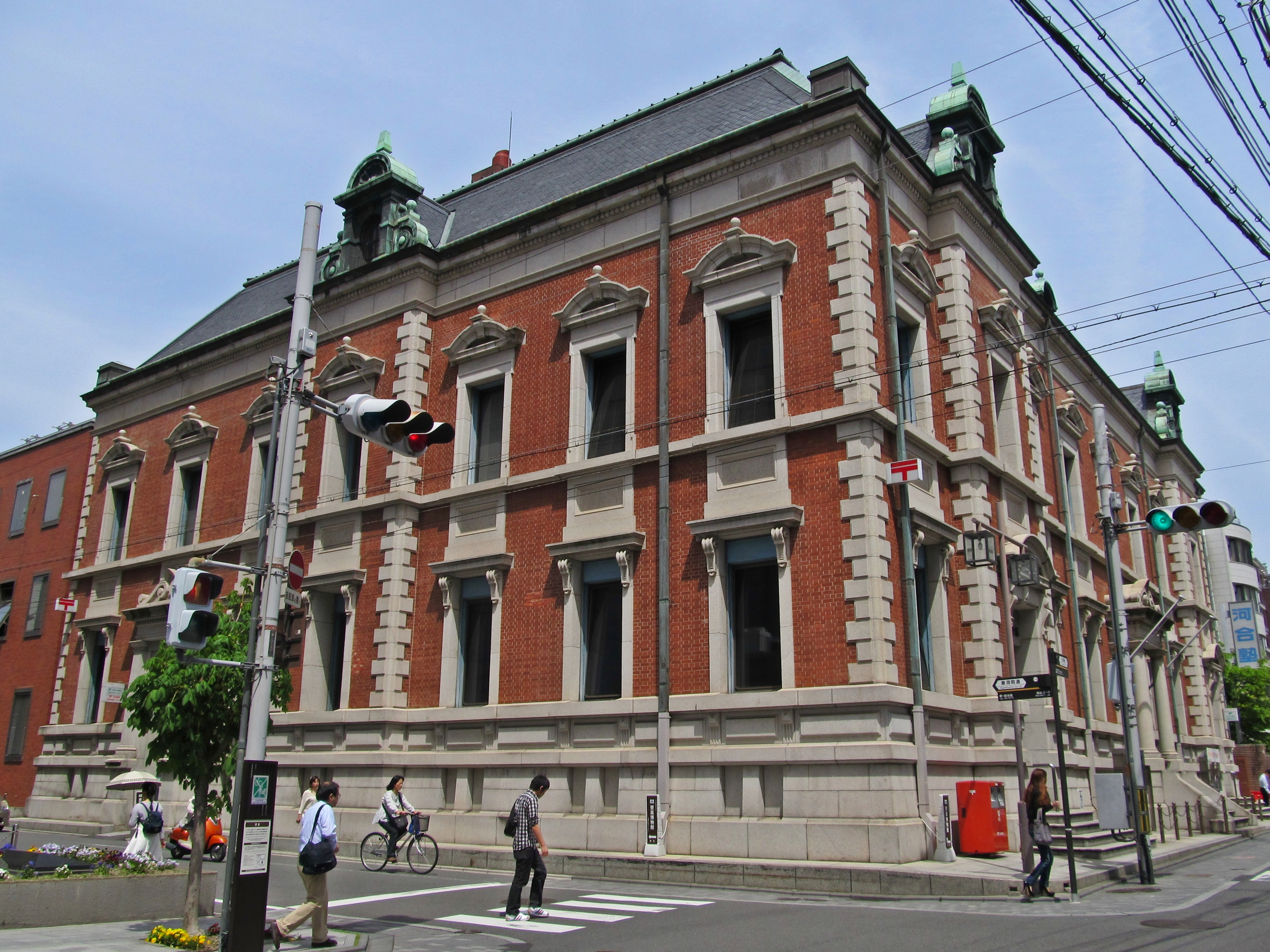
中京郵便局

### 警察
警察署
- 京都府中京警察署

交番
- 四条大宮交番
- 二条駅前交番
- 西ノ京交番
- 佐井交番
- 千本丸太町交番
- 三条寺町交番
- 東堀川交番
- 東洞院交番
- 四条交番
- 木屋町二条交番
- 二条殿交番
- 丸太町交番
- 御前松原交番

警備派出所
- 木屋町警備派出所

### 消防
本部
- 京都市消防局

消防署
- 京都市中京消防署（中京区西堀川通御池下ル西三坊町521）

出張所
- 寺町出張所（中京区押小路通寺町東入榎木町101）
- 京都市立病院出張所（中京区壬生東高田町1-2）
- 西大路出張所（中京区西ノ京東中合町45）

### 医療
主な病院
- 京都市立病院
- 京都新町病院

### 図書館
主な図書館
- 京都市図書館
  - 京都市中央図書館
  - 京都市子育て支援総合センターこどもみらい館図書館
- 京都集書院

### 郵便局
区内の郵便番号は、604-xxxxである。
主な郵便局
- 中京郵便局（集配郵便局）

### 文化施設
- 京都国際マンガミュージアム
- 京都市生涯学習総合センター（京都アスニー）
  - 京都市平安京創生館
- 京都文化博物館
- 京都伝統工芸館
- 京都万華鏡ミュージアム 姉小路館
- 島津創業記念資料館
- 染・清流館
- 花園大学歴史博物館
- モリユウギャラリー

### 交流施設
- 京都芸術センター
- 京都市子育て支援総合センターこどもみらい館
- 京都市男女共同参画センター（ウィングス京都）

### 劇場・ホール
- アートコンプレックス1928
- 大江能楽堂
- ナッシュビル（ライブハウス）

## 対外関係

### 領事館
名誉総領事館
- 在京都アイスランド共和国名誉総領事館

名誉領事館
- 在京都ラオス人民民主共和国名誉領事館
- 在京都ルクセンブルク大公国名誉領事館
- 在京都ポルトガル共和国名誉領事館

## 経済

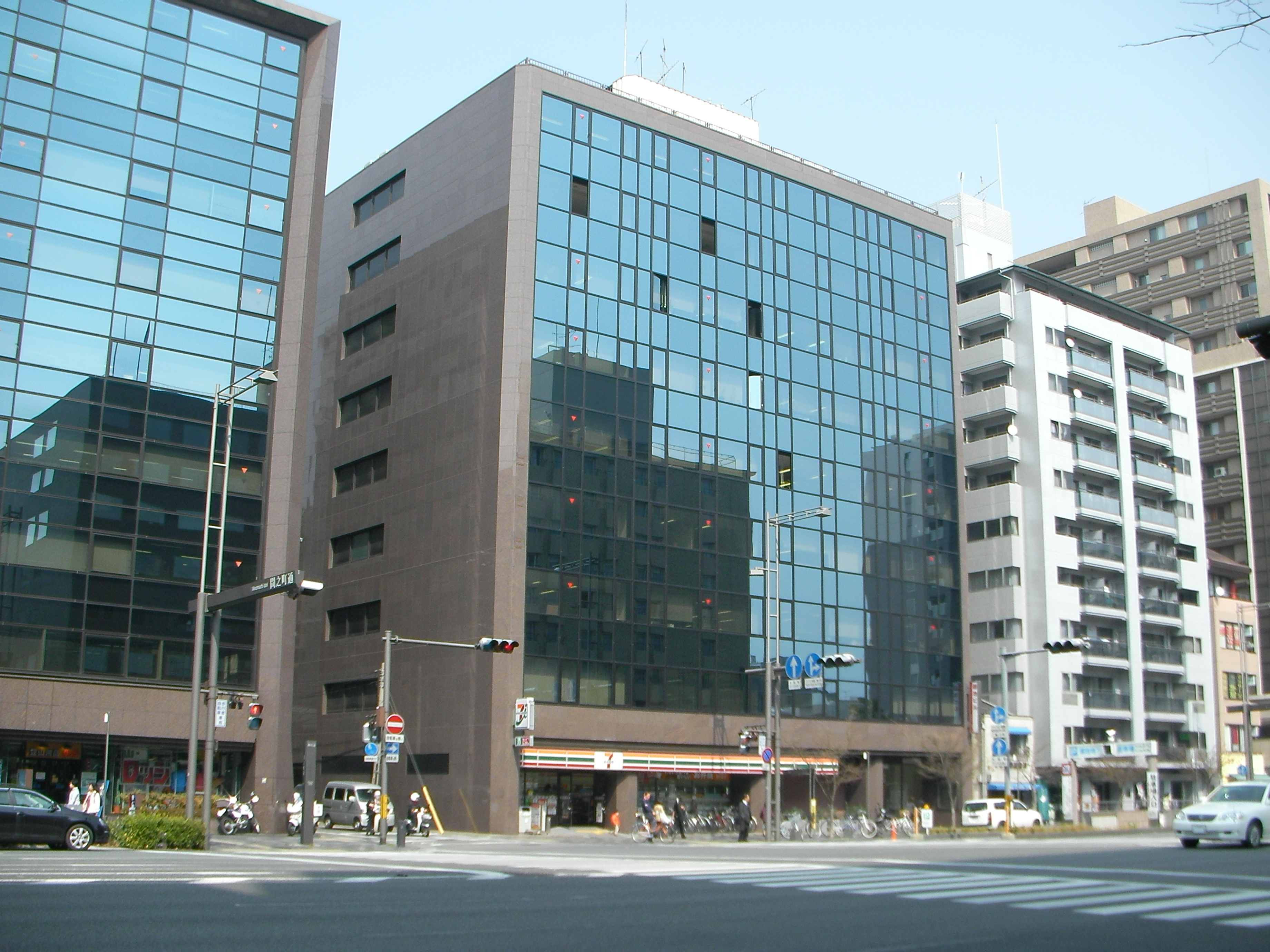
はてな本社などが立ち並ぶオフィス街

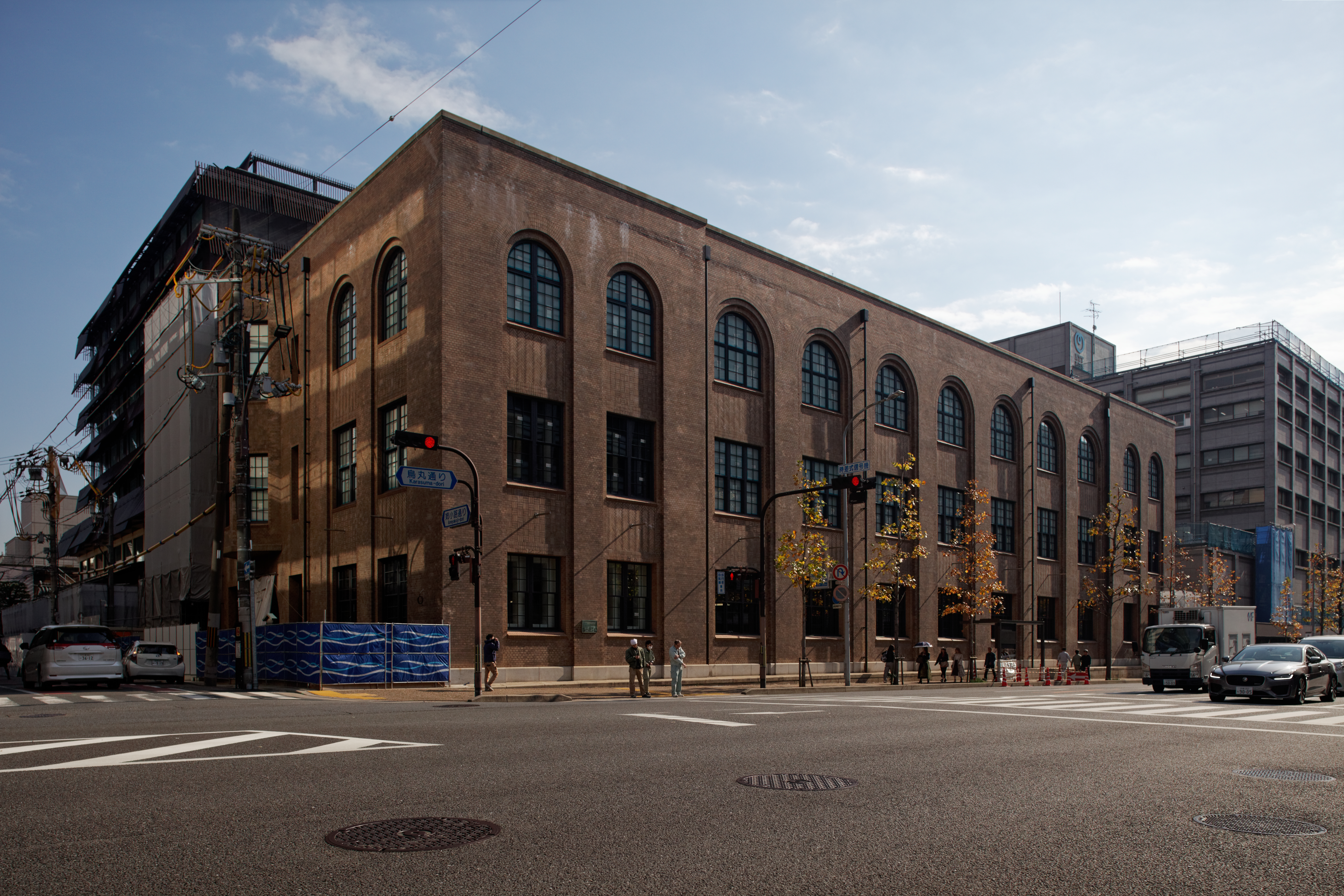
新風館

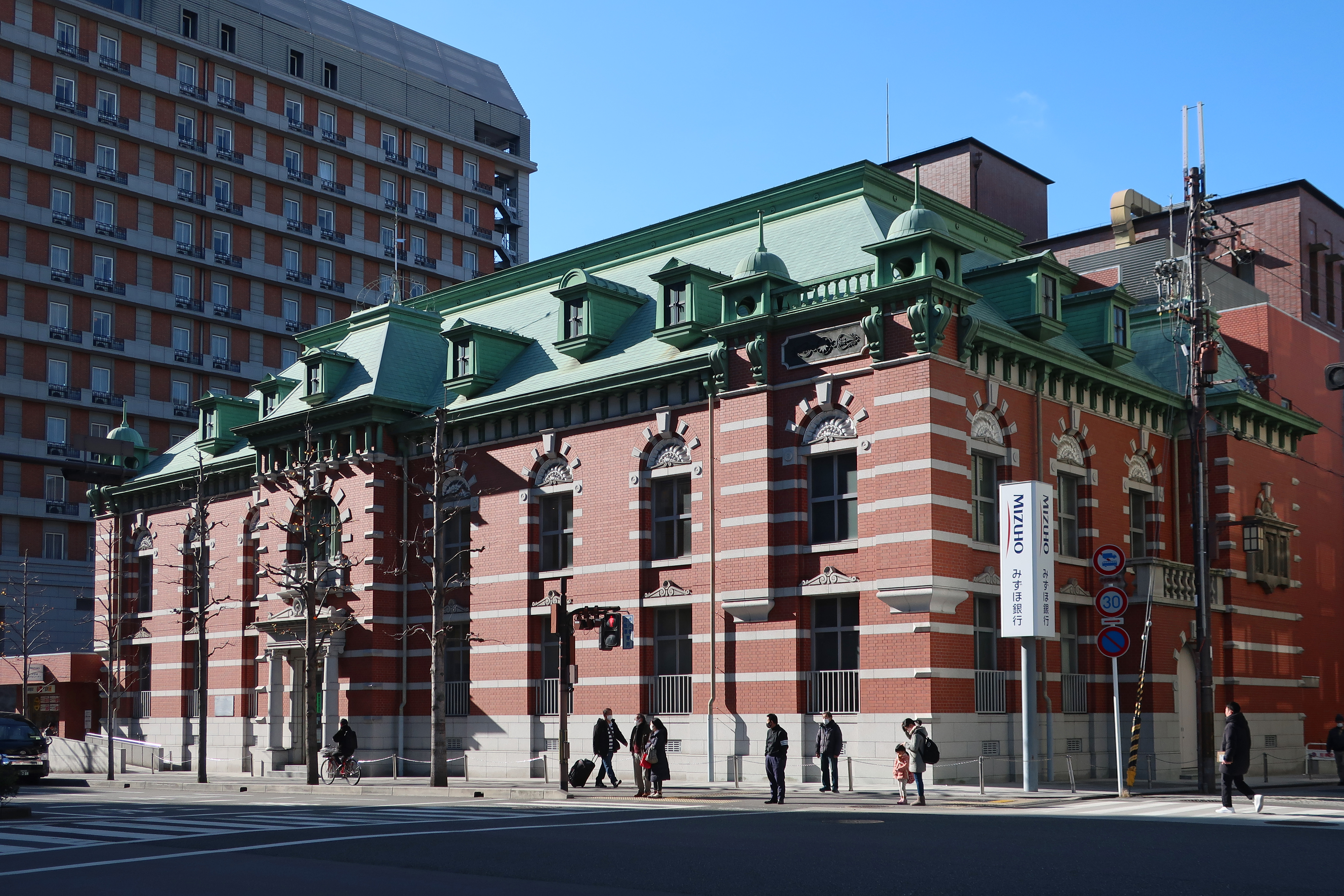
旧第一銀行京都支店
現みずほ銀行京都中央支店

### 第二次産業

#### 工業
主な工場
- 島津製作所
- ニチコン
- NISSHA

### 第三次産業

#### 商業
主な繁華街
- 河原町
  - 寺町
  - 新京極
- 二条
- 三条通
- 四条通
- 御池通
  - 河原町御池
  - 烏丸御池

主な商業施設
- 河原町OPA
- 京都BAL
- 新風館
- BiVi二条
- ミーナ京都
- 立誠ガーデン ヒューリック京都
  - 京都ロフト
- MOVIX京都

地下街
- Kotochika
  - ゼスト御池

#### 観光業
主なホテル
- ANAクラウンプラザホテル京都
- 京都ホテルオークラ
- 京都ロイヤルホテル&スパ
- ザ・リッツ・カールトン京都
- 三井ガーデンホテル京都三条

### 金融機関
- 日本銀行京都支店
- 京都銀行
  - 三条支店
- 但馬銀行京都支店
- 南都銀行京都支店
- 福邦銀行京都支店
- 北陸銀行京都支店
- みずほ銀行京都中央支店
- 信用交換所京都本社

### 本社を置く企業
上場企業
- 京都ホテル
- 京福電気鉄道
- 島津製作所
- ニチコン
- NISSHA
- はてな
- ファルコホールディングス
- フェイス
- フューチャーベンチャーキャピタル

## 情報・通信

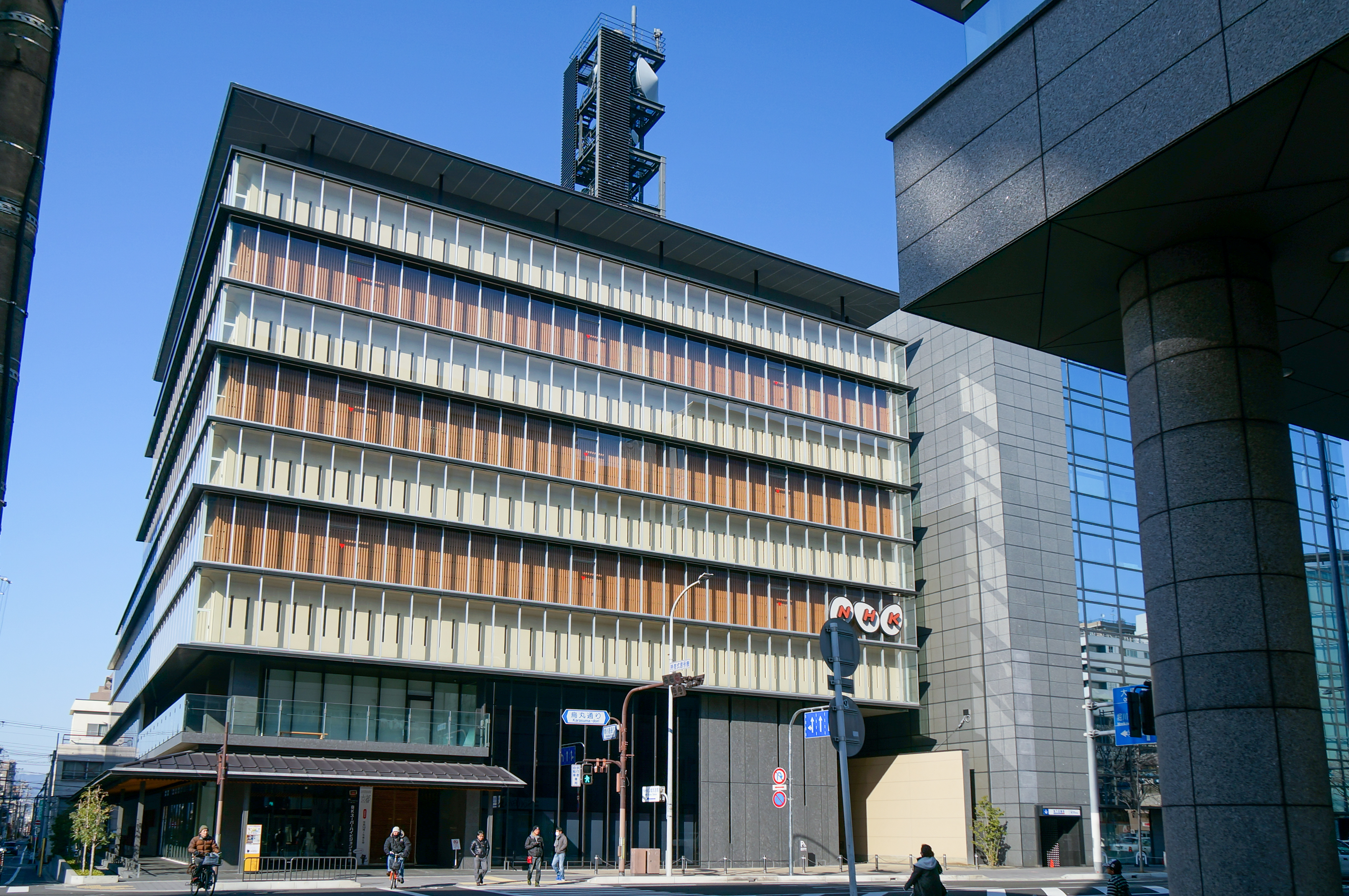
NHK京都放送局

### マスメディア

#### 新聞社
- 京都新聞
- 京都民報

#### 放送局
テレビ放送
- NHK京都放送局
- 読売テレビ京都支局

## 生活基盤

### ライフライン

#### 電力
- 関西電力

#### ガス
- 大阪ガス

#### 上下水道
- 京都市上下水道局

#### 電信
- 日本テレネット

## 教育

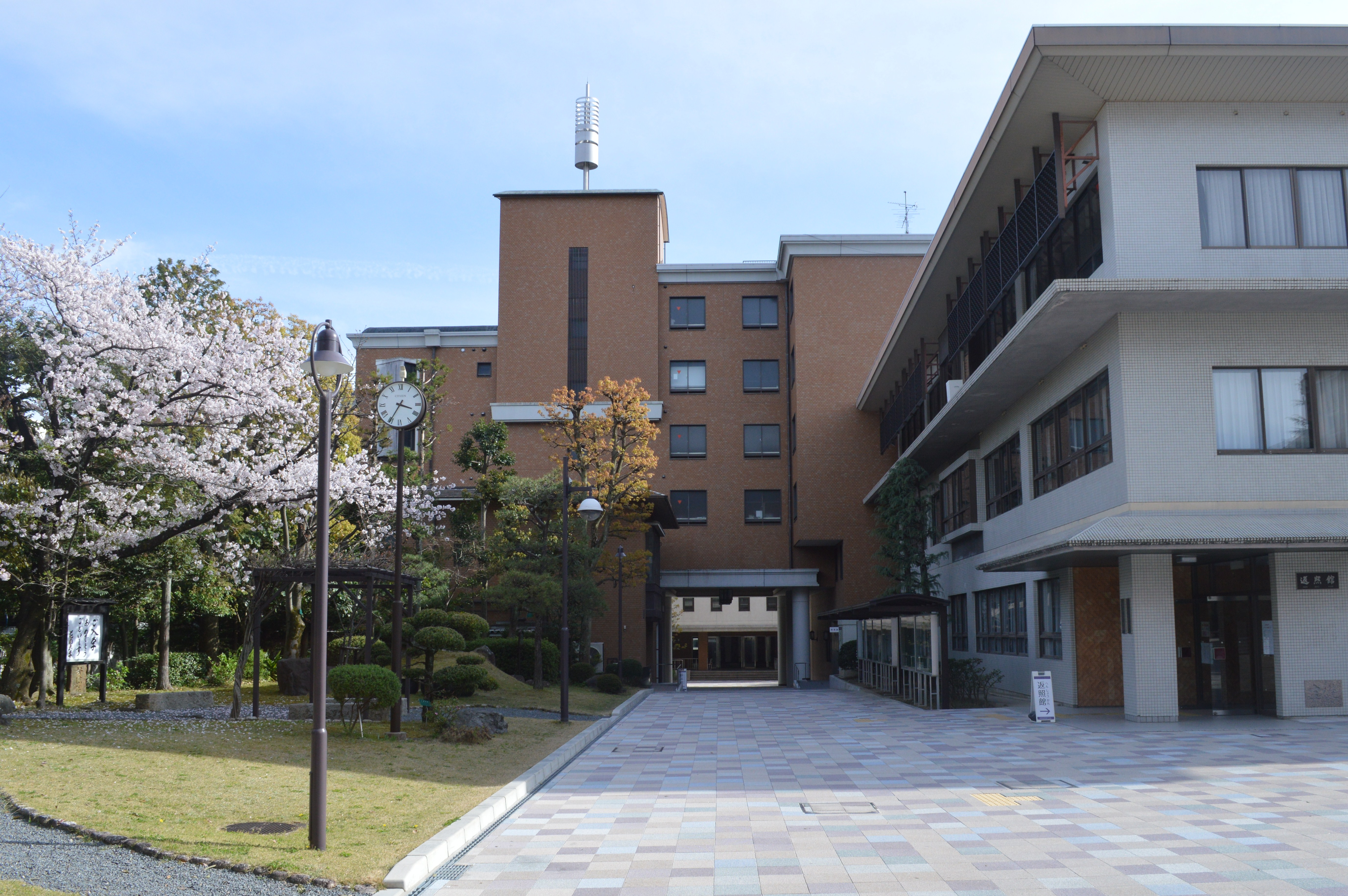
花園大学

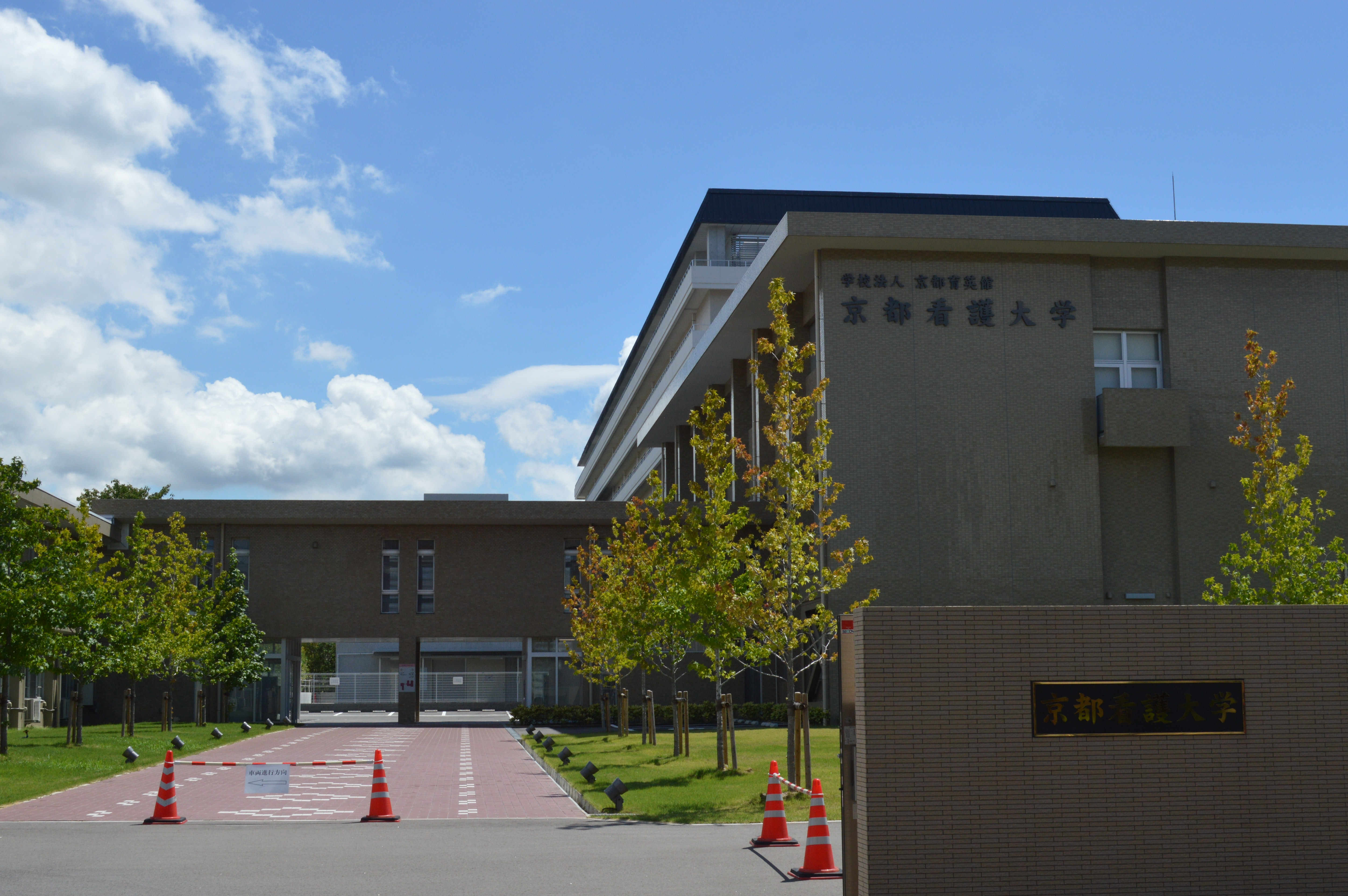
京都看護大学

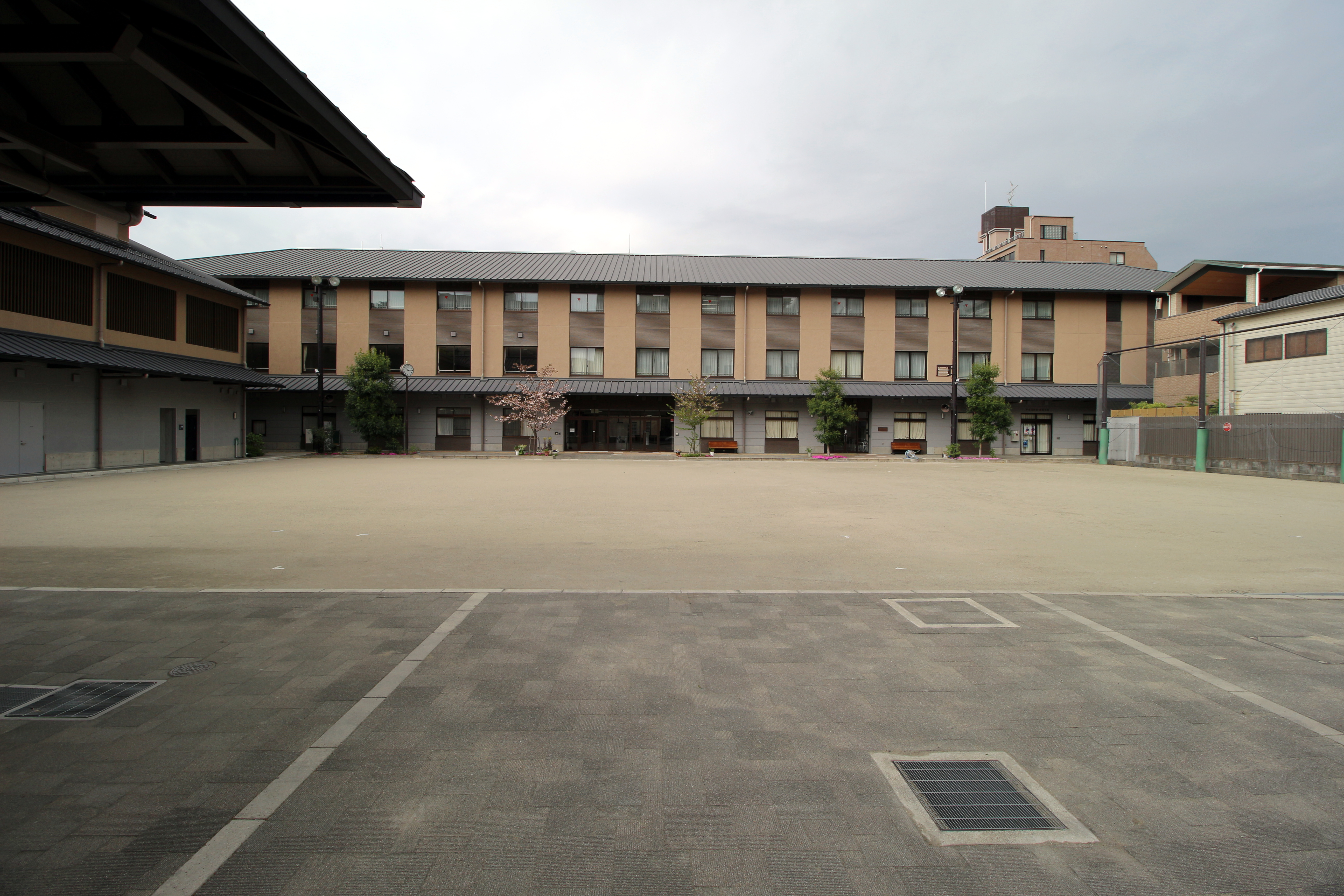
京都市立京都堀川音楽高等学校

### 大学
市立
- 京都市立芸術大学 ギャラリー

私立
- 花園大学
- 立命館大学 朱雀キャンパス
- 佛教大学 二条キャンパス
- 京都看護大学

### 専修学校
私立
- 京都医健専門学校
- 京都歯科医療技術専門学校（歯科医師会立）
- 京都文化医療専門学校
- 京都ホテル観光ブライダル専門学校
- 京都理容美容専修学校
- 近畿高等看護専門学校

### 高等学校
府立
- 京都府立朱雀高等学校

市立
- 京都市立西京高等学校 （京都市立西京商業高等学校から改称、中高一貫校）
- 京都市立堀川高等学校
- 京都市立京都堀川音楽高等学校

私立
- 京都両洋高等学校 （私立）
- 洛陽総合高等学校 （旧 洛陽女子高等学校、私立）

### 中学校
市立
- 京都市立北野中学校 （学区が中京区・上京区・北区の3区に跨る）
- 京都市立朱雀中学校 （旧 京都市立朱雀第五小学校の跡地に創立、校舎を流用している）
- 京都市立京都御池中学校（学区は上京区に跨る）
- 京都市立中京中学校
- 京都市立松原中学校
- 京都市立西ノ京中学校
- 京都市立洛風中学校
- 京都市立西京高等学校附属中学校 （中高一貫校）

私立
- 両洋中学校（私立）※休校中

### 小学校
市立
区域の一部は上京区の京都市立御所東小学校区である。
- 京都市立御所南小学校
- 京都市立高倉小学校
- 京都市立洛中小学校
- 京都市立朱雀第一小学校
- 京都市立朱雀第二小学校
- 京都市立朱雀第三小学校
- 京都市立朱雀第四小学校
- 京都市立朱雀第六小学校
- 京都市立朱雀第七小学校
- 京都市立朱雀第八小学校

私立
- 両洋小学校（私立）※休校中

### 幼児教育
幼保連携型認定こども園
- 六満こども園

#### 保育園
私立
- 京都YMCA三条保育園

### 自動車学校
- 二条自動車教習所

## 交通

### 鉄道
京都市営地下鉄
烏丸線
（至国際会館駅） ← 丸太町駅 - 烏丸御池駅 → （至竹田駅）
東西線
（至太秦天神川駅） ← 西大路御池駅 - 二条駅 - 二条城前駅 - 烏丸御池駅 - 京都市役所前駅 → （至六地蔵駅）
西日本旅客鉄道（JR西日本）
山陰本線
（至京都駅） ← 二条駅 - 円町駅 → （至亀岡駅）
阪急電鉄
京都本線
（至大阪梅田駅） ← 大宮駅 → （至京都河原町駅）
京福電気鉄道（嵐電）
嵐山本線
至（四条大宮駅） ← 西院駅 →  西大路三条駅 → （至嵐山駅）

### 道路

#### 区内の通り
主な通り
- 東西方向には丸太町通・御池通・四条通などが、
- 南北方向には西小路通・西大路通・千本通・大宮通・堀川通・烏丸通・河原町通などが通過している。

このうち、区内の烏丸通は一般国道国道367号の一部となっている。

## 観光

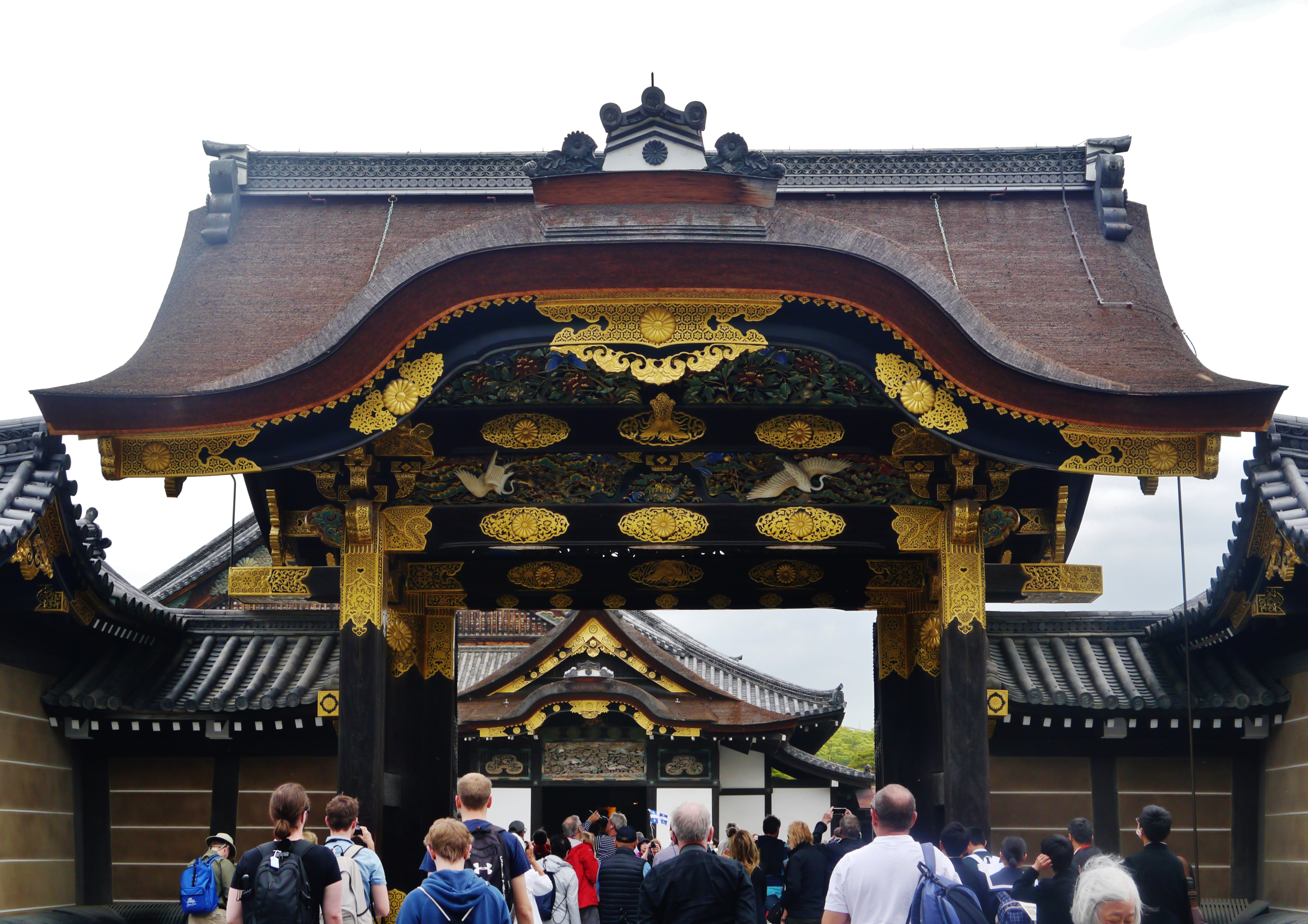
二条城(元離宮二条城)

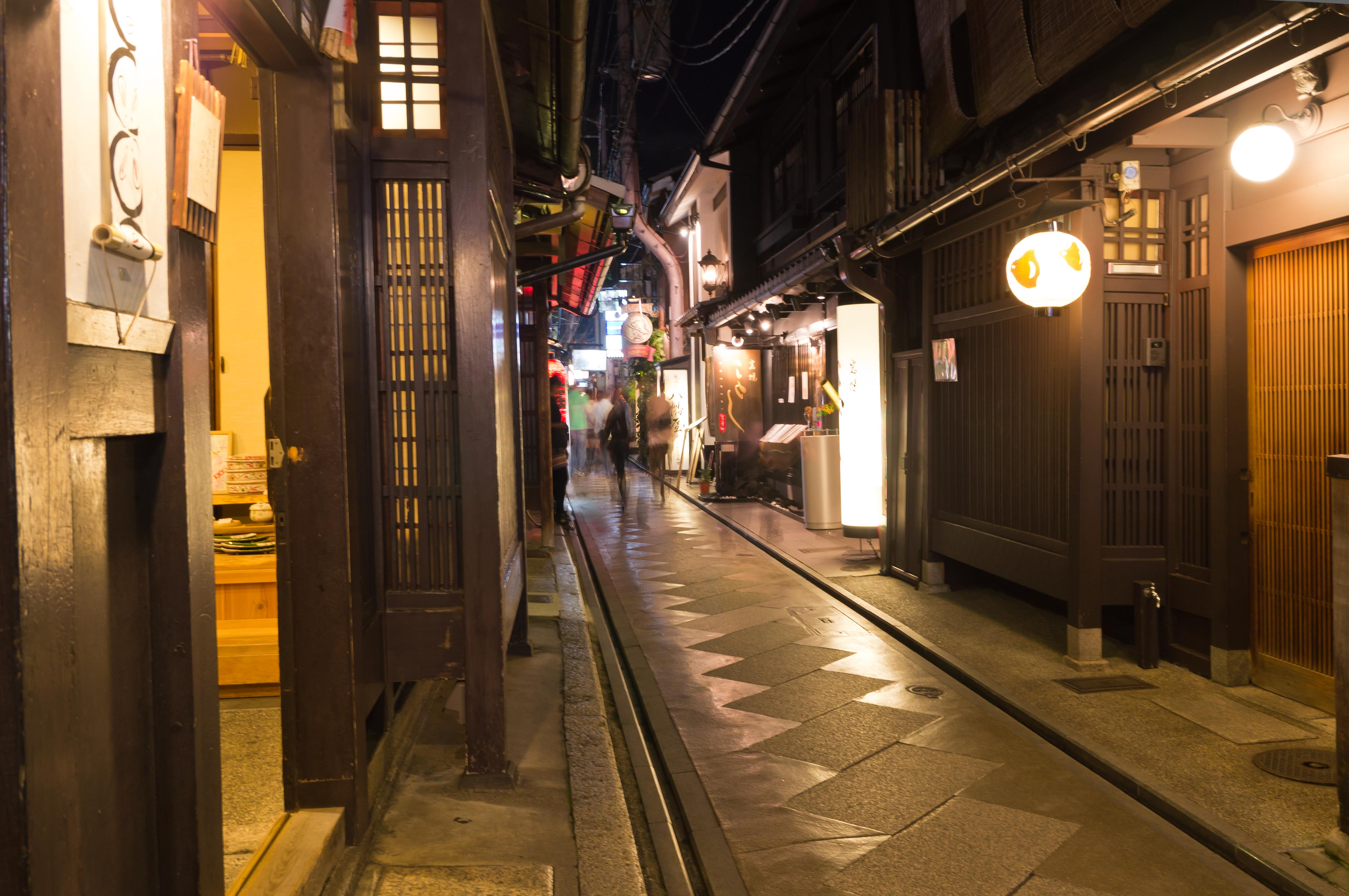
京都五花街の一つ・先斗町

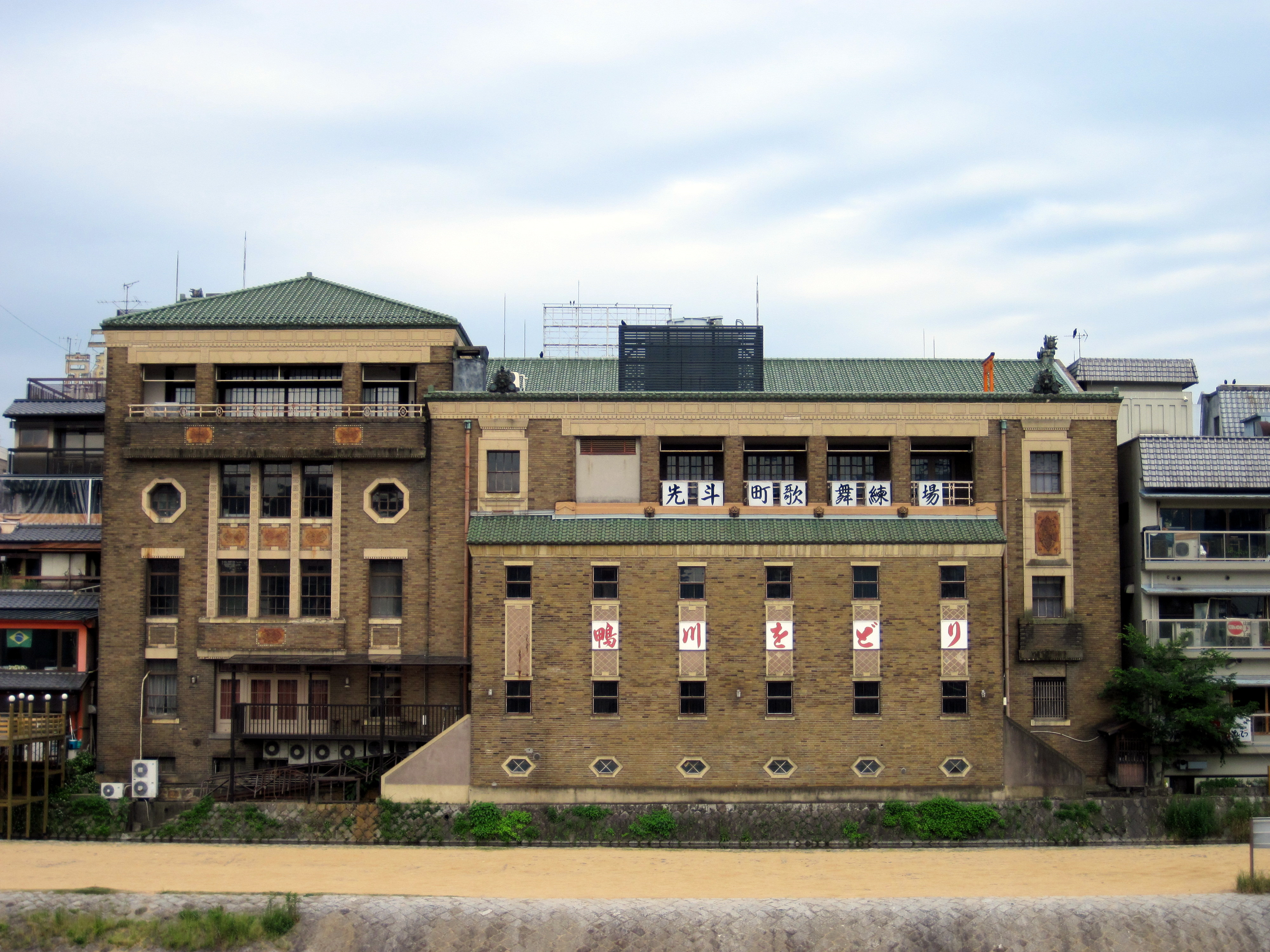
先斗町歌舞練場（鴨川側より撮影）

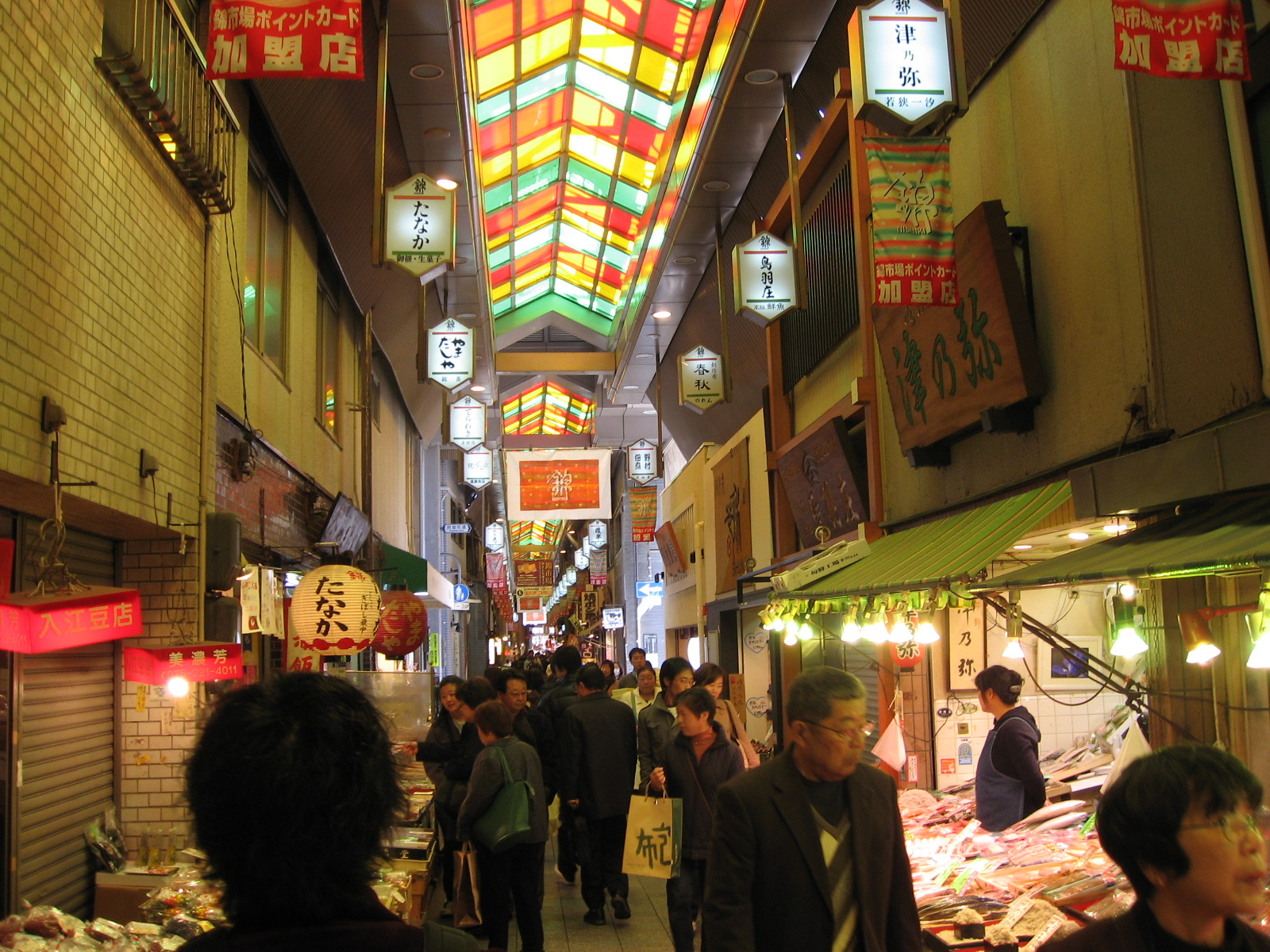
錦市場

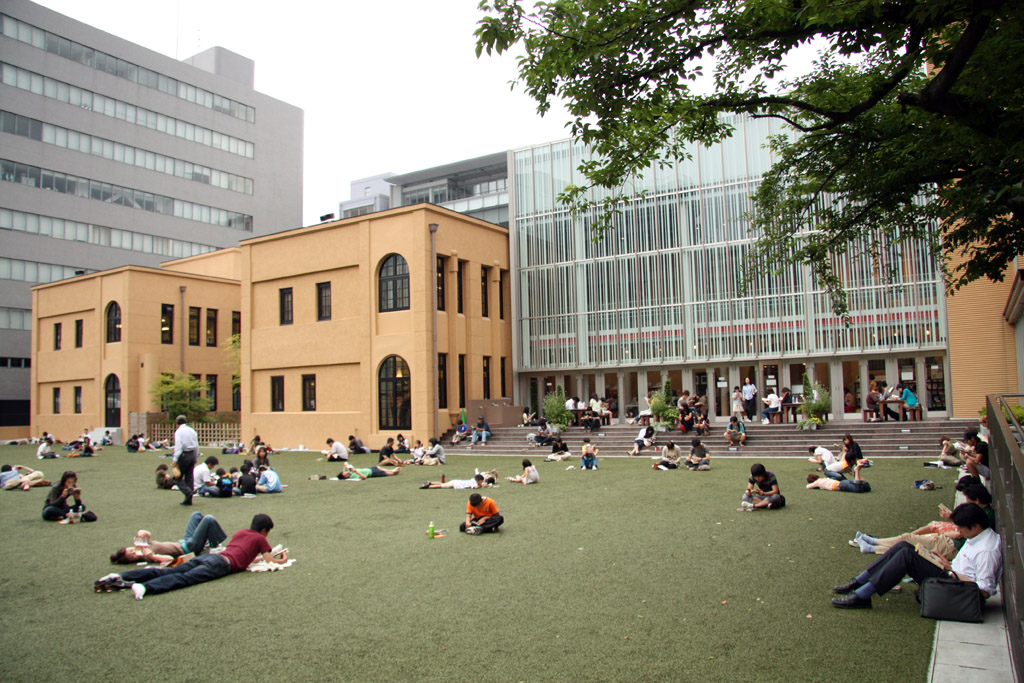
京都国際マンガミュージアム

### 名所・旧跡
主な城郭・陣屋•武家屋敷
- 二条城関連
  - 二条城(正式名称：元離宮二条城)
  - 二条陣屋
- 京都清宗根付館 (旧神先家住宅)
- 京都新城
- 聚楽第址

主な寺院
- 池坊六角堂
- 永福寺（蛸薬師堂）
- 行願寺（革堂）
- 金蓮寺
- 正運寺
- 神泉苑
- 新徳寺
- 瑞泉寺
- 誓願寺
- 頂法寺（六角堂）
- 宝蔵寺
- 本能寺
- 壬生寺
- 矢田寺
- 薬祖神祠

主な神社
- 御金神社
- 下御霊神社
- 武信稲荷神社
- 梛神社
- 錦天満宮

主な教会
- カトリック京都司教区
- 京都ハリストス正教会

その他の史跡
- 八木邸

### 観光スポット
- 花街
  - 先斗町
    - 鴨川納涼床

  - 先斗町歌舞練場
    - 鴨川をどり（明治5年始）
- 錦市場
- 大江能楽堂
- 京都芸術センター

文化施設
- 京都国際マンガミュージアム
- 京都伝統工芸館
- 京都市生涯学習総合センター（京都アスニー）
  - 京都市平安京創生館
- 京都万華鏡ミュージアム 姉小路館
- 京都文化博物館
- 島津創業記念資料館
- 染・清流館

## 文化・名物

### 祭事・催事
主な祭事
- 祇園祭
- 時代祭
- 鴨川をどり(花街先斗町･明治5年始)

### 名産・特産
主な伝統産業
- 京友禅
- 木材業 : 通りに名を残すのみとなっているが、かつては丸太町通沿線には材木商が多かった。なお、千本三条近辺では今でも材木商が点在する。

## 出身関連著名人
- 浅野りん（漫画家）
- 伊藤智仁（元プロ野球選手、現東北楽天ゴールデンイーグルス一軍投手コーチ）
- 今くるよ（漫才師・吉本興業）
- 大久保清子（女優）
- 大澤善助（大沢商会、京都電気鉄道創立者）
- 大谷竹次郎（松竹社長）
- 大村加奈子（バレーボール選手）
- 奥野史子（元アーティスティックスイミング選手）
- 門川大作（元京都市長）
- 白井松次郎（松竹社長）
- 須田国太郎（洋画家）
- 須田寬（国太郎の実子。日本国有鉄道旅客局長、東海旅客鉄道社長、同社会長などを歴任）
- 瀧花久子（女優）
- 竹内栖鳳（日本画家）
- 田中春男（俳優）
- 津川雅彦（俳優）
- 永田雅一（大映社長）
- 長門裕之（津川の実兄。俳優）
- 西田純（詩人）
- 松井孝治（京都市長、元参議院議員）
- 梥本一洋（日本画家）
- 宮川一夫（撮影監督）
- 宮原知子（フィギュアスケート選手）
- 村井美樹（女優）
- 森光子（女優）
- 吉田義男（元 阪神タイガース監督）

## 中京区を舞台とした作品

### 漫画・アニメ
- 名探偵コナン 迷宮の十字路
- 名探偵コナン 紅の修学旅行

### 小説
- 夜は短し歩けよ乙女
- 京都寺町三条のホームズ

### 音楽
- お座敷小唄